# القوات المسلحة التشيكية
القوات المسلحة التشيكية تتكون القوات البرية والقوات الجوية ووحدات الدعم. من أواخر 1940 إلى عام 1989، والقوات المسلحة التشيكوسلوفاكية واسعة (حوالي 200,000) شكلت واحدة من أركان التحالف العسكري حلف وارسو. بعد تفكك تشيكوسلوفاكيا، الجمهورية التشيكية استكمال عملية إعادة تنظيم كبرى والحد من القوات المسلحة والتي اشتدت بعد انضمام جمهورية التشيك حلف شمال الاطلسي في 12 مارس 1999.

## التاريخ
وقد تشكلت في الأصل للقوات المسلحة بعد التشيكوسلوفاكي عام 1918. بعد تفكك تشيكوسلوفاكيا في وحدات، 1938 التشيكوسلوفاكية وتشكيلات خدم مع الجيش البولندي (الفيلق التشيكوسلوفاكية)، والجيش الفرنسي، وسلاح الجو الملكي، والجيش البريطاني (1 في اللواء المدرع تشيكوسلوفاكيا)، والجيش الأحمر (الفيلق الأول). وتم نقل أربعة التشيكية والسلوفاكية المأهولة أسراب سلاح الجو الملكي البريطاني للسيطرة على تشيكوسلوفاكيا في أواخر عام 1945.
من عام 1945 حتى عام 1990، وكان معروفا للجيش باسم جيش الشعب التشيكوسلوفاكي في (ČSLA). على الرغم من أن ČSLA، تضمنت كما شكلت في عام 1945، كلا من روسيا وبريطانيا وبرعاية القوات الوافدة، كان قد تم تطهيرها من الجنود البريطانيين في رعايتها من وČSLA بحلول العام 1948. عرضت ČSLA أي مقاومة للغزو الذي شنته السوفيات في عام 1968 كرد فعل على «ربيع براغ»، وأعيد تنظيم واسع من قبل السوفيات في أعقاب إعادة فرض الحكم الشيوعي في براغ.
«من بين ما يقرب من 201000 الموظفين في الخدمة الفعلية في ČSLA في عام 1987، حوالي 145,000، أي حوالي 72 في المئة، وخدم في القوات البرية (يشار اليه عادة باسم الجيش). وكان حوالي 100,000 من هؤلاء المجندين». [5] وكانت هناك مقاطعتين العسكرية والغربية والشرقية. على قائمة عام 1989 يظهر قوات الجيشين التشيكية في الغرب، و1 في بريبرام مع تقسيم دبابة واحدة وثلاث فرق بندقية السيارات، و4 في Pisek مع الشعب دبابة اثنين واثنين الانقسامات بندقية الحركية. في منطقة العسكرية الشرقية، وكانت هناك دبابات الانقسامات، وهما 13th و14، وذلك في مقر الإشرافية ترينسين في شرق البلاد. [6]
خلال الحرب الباردة، كانت مجهزة بأسلحة ČSLA أساسا السوفياتي، على الرغم من أن بعض الأسلحة مثل قاذفة P - 27 صاروخ مضاد للدبابات Panceřovka SKOT وناقلة جنود مدرعة كانت ذات تصميم التشيكوسلوفاكية.

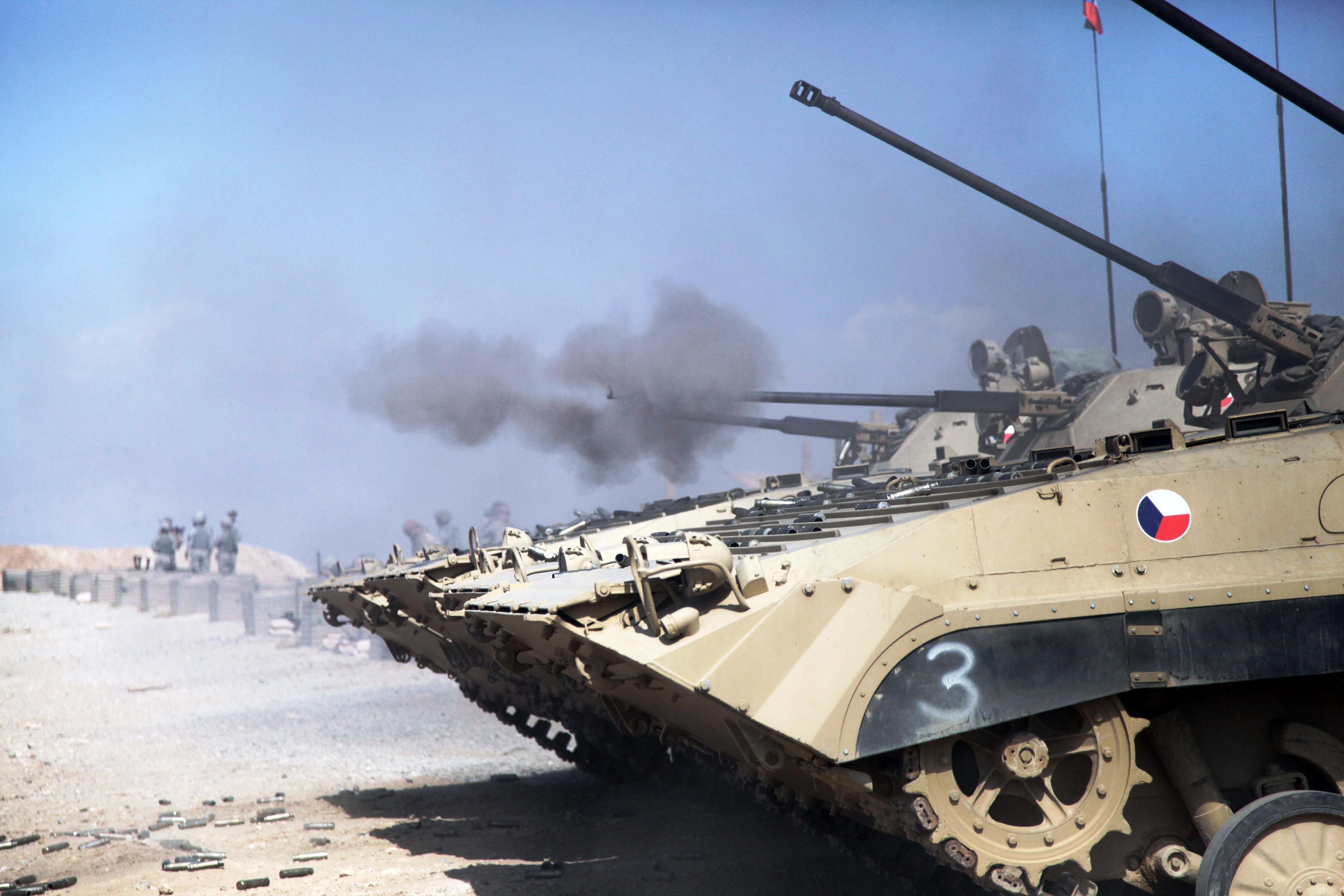
التشيكية BVP 2 اطلاق النار في أفغانستان.

تم تشكيل جيش في الجمهورية التشيكية بعد القوات المسلحة التشيكوسلوفاكية الانقسام بعد حل 1 يناير 1993 في تشيكوسلوفاكيا. وقفت القوات التشيكية في 90000 في عام 1993. تم اختصارها إلى نحو 65000 في 11 والالوية المقاتلة لسلاح الجو في عام 1997، إلى 63601 في عام 1999، [7]، وإلى 35000 في عام 2005. في نفس الوقت، تم تحديث القوات وتوجيهها نحو وضعية دفاعية. في عام 2004 حولت نفسها إلى الجيش وهي منظمة مهنية كاملة والخدمة العسكرية الإجبارية ألغيت. الجيش يحافظ على الاحتياطي النشط.
الجمهورية التشيكية عضوا في الأمم المتحدة ومنظمة الأمن والتعاون في أوروبا. منذ عام 1990، ساهم ACR والقوات المسلحة التشيكية في عمليات حفظ السلام والعمليات الإنسانية العديدة، بما في ذلك قوة التنفيذ وقوة تثبيت الاستقرار، وألثيا يوفور في البوسنة، وعاصفة الصحراء درع الصحراء / وأفغانستان وكوسوفو وألبانيا وتركيا وباكستان والتحالف مع القوى في العراق.
- الانتشار الحالي (في 2010):-

1. كوسوفو:- حلف شمال الأطلسي عملية «المشاريع المشتركة» (كفور) -- 450 جنديا
2. أفغانستان:- حلف شمال الأطلسي عملية في أفغانستان (ايساف) -- 458 جنديا و12 خبيرا مدنيا و3 طائرات هليكوبتر من طراز MI - 171S في فايز أباد، لوغار وبكتيكا.
3. الصومال:- الاتحاد الأوروبي عملية اتالانتا (NAVFOR) -- 3 جنود
4. جمهورية الكونغو الديمقراطية:- الأمم المتحدة بعثة لحفظ السلام (بعثة الأمم المتحدة) -- 3 مراقبين عسكريين
5. أفغانستان:- بعثة الأمم المتحدة لحفظ السلام (بعثة الأمم المتحدة) -- 1 مراقب عسكري
6. كوسوفو:- بعثة الأمم المتحدة لحفظ السلام (بعثة الأمم المتحدة) -- 1 مراقب عسكري

في فبراير 2010 بدأت وسائل الاعلام التشيكية التكهن حول فساد محتمل حول شراء المركبات Pandur الثاني للجيش التشيكي. [8]

## هيكل
الهيكل العام للقوات المسلحة التشيكية يتكون من ثلاثة أجزاء:-
- هيئة الأركان العامة للقوات المسلحة التشيكية (براغ)
  -  قوات مشتركة (اولوموك)
  -  دعم وتدريب القوات (ستارا بوليسلاف)

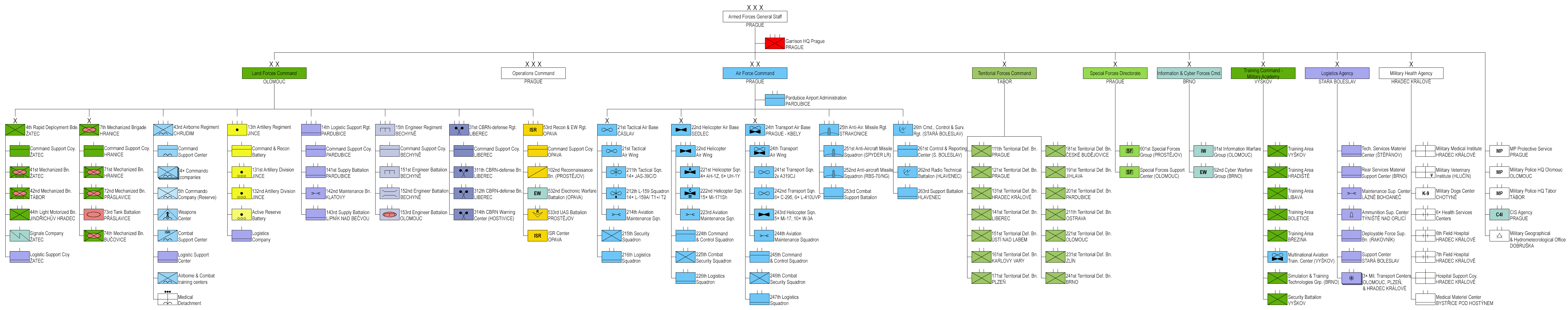
الهيكل العام للقوات المسلحة التشيكية

تم إنشاء كتيبة الهندسة 153 ومقرها في أولوموك برصيد 15 نقطة. وتخضع أكتوبر 2008 وإلى 15 لواء الهندسة، قيادة القوات المشتركة. وتتمركز وحدة في ضواحي مدينة أولوموك، بدلا من الكتيبة 156 الإنقاذ الملغاة. [9]

### تحتفظ أحدث
نشط الاحتياطي (في záloha Aktivní التشيكية) هو جزء من جيش مهني غير ذلك من الجمهورية التشيكية. تم إنشاء هذه الخدمة التي تسمح بمشاركة المواطنين مع موقف إيجابي بالنسبة للعسكريين.
متطوع يحتاج إما لإكمال الخدمة العسكرية الإلزامية (التي انتهت في عام 2004) أو لحضور التدريب 8 أسابيع. ثم لخدمة الاحتياط قد تصل إلى ثلاثة أسابيع في السنة ويمكن استدعاؤها لخدمة اسبوعين في وقت غير العسكرية الأزمة. وليس المقصود أن تخدمها في الخارج. الاحتياطي يطرح نفسه على الأحداث مثل BAHNA، وعرض عسكري.

## معدات

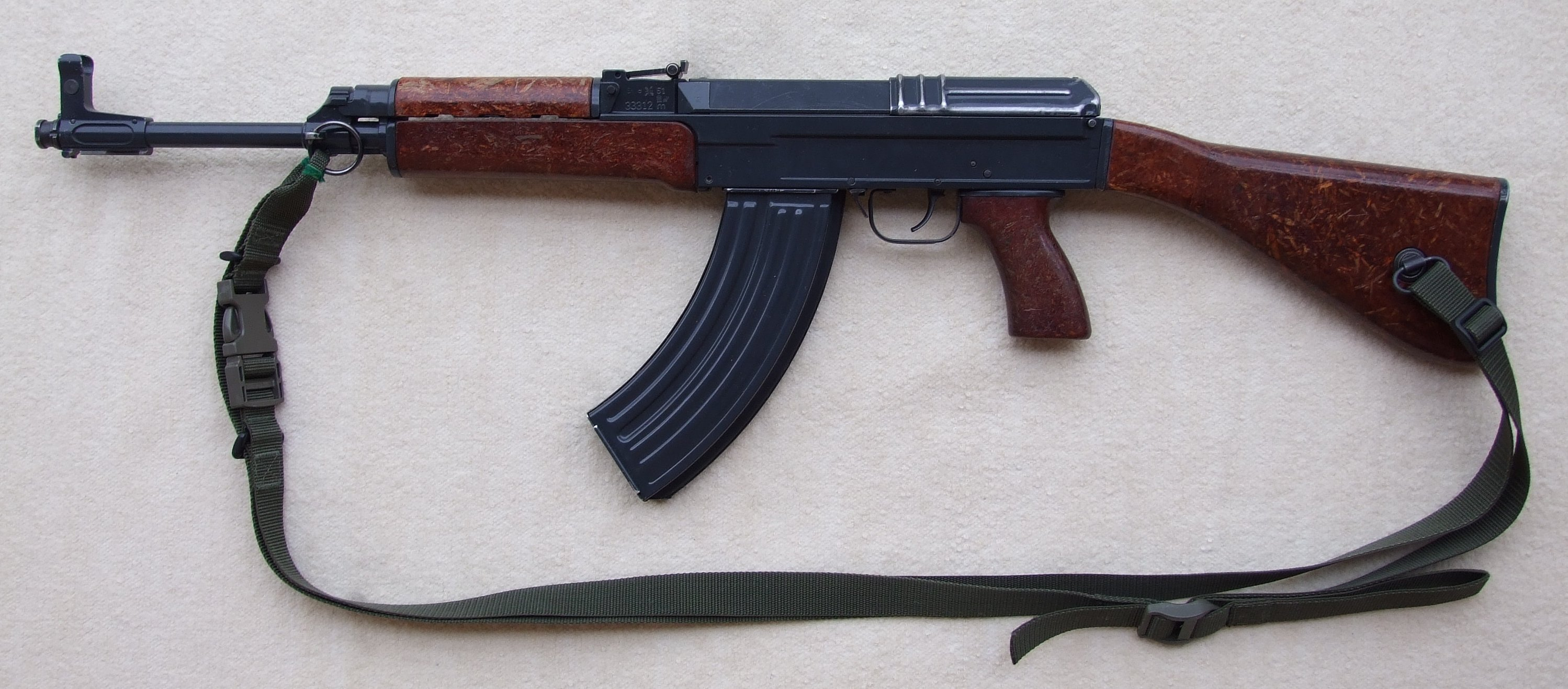
Assault rifle Sa vz. 58.

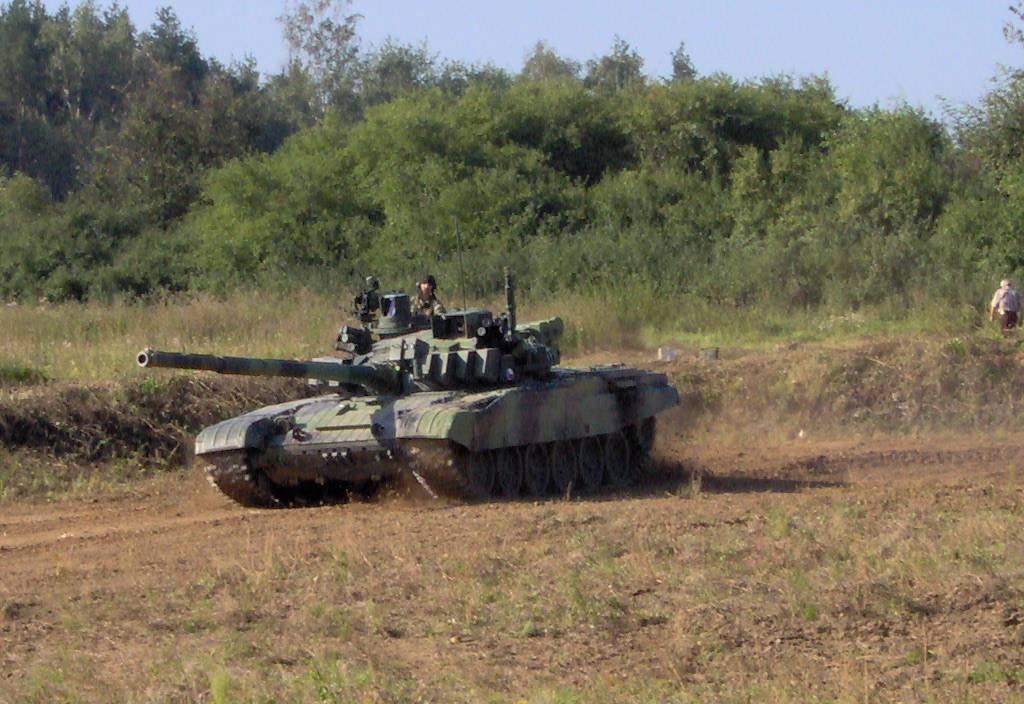
Czech modernized تي-72.

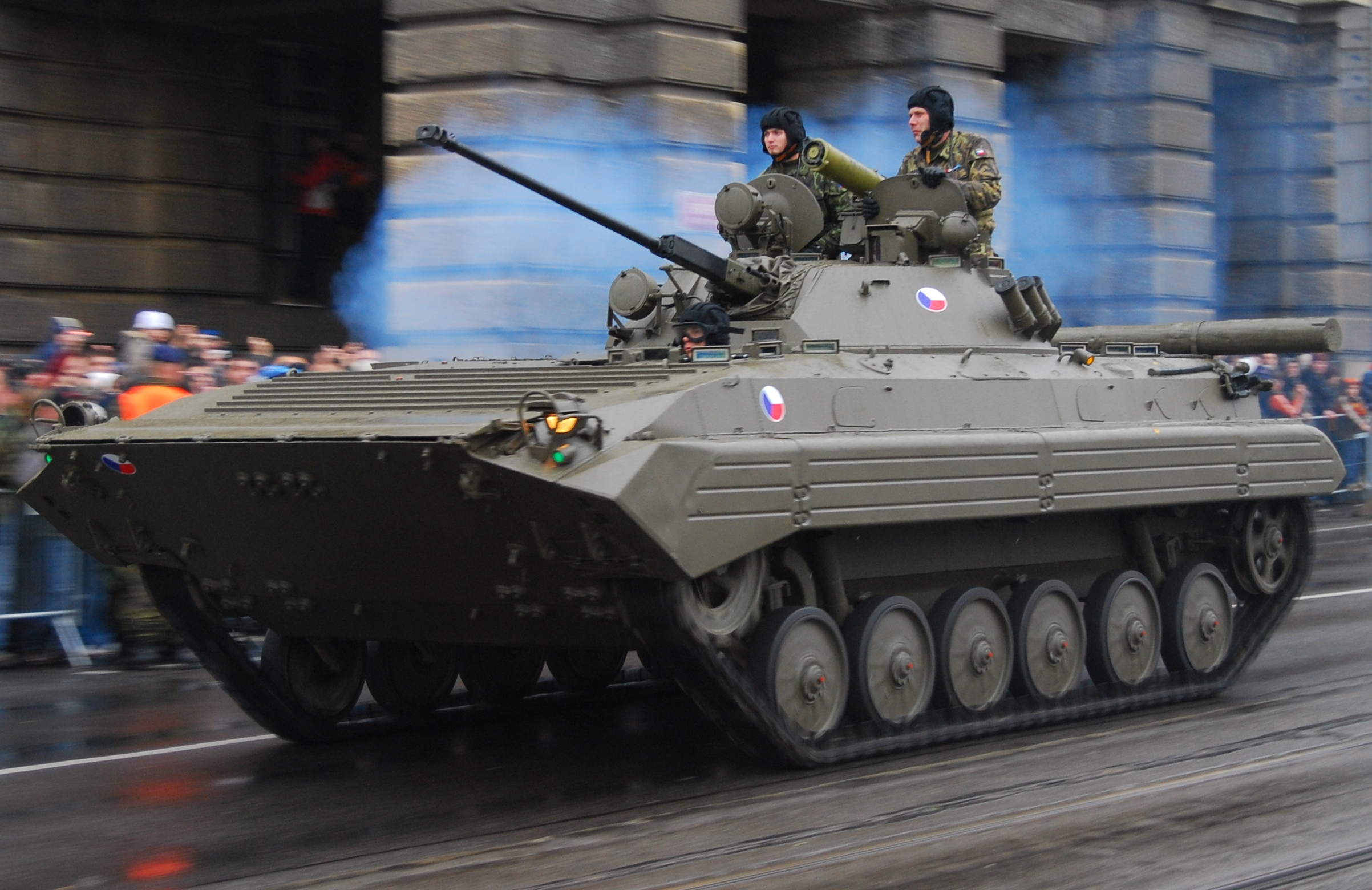
Czech بي إم بي-2 on a Military parade in Prague, 28 October 2008.

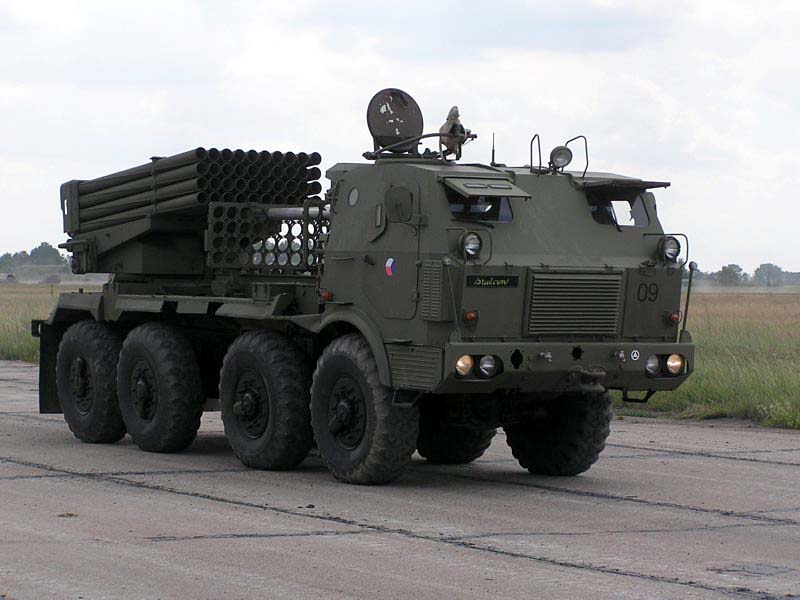
Armored Czech Tatra 813 truck as rocket launcher.

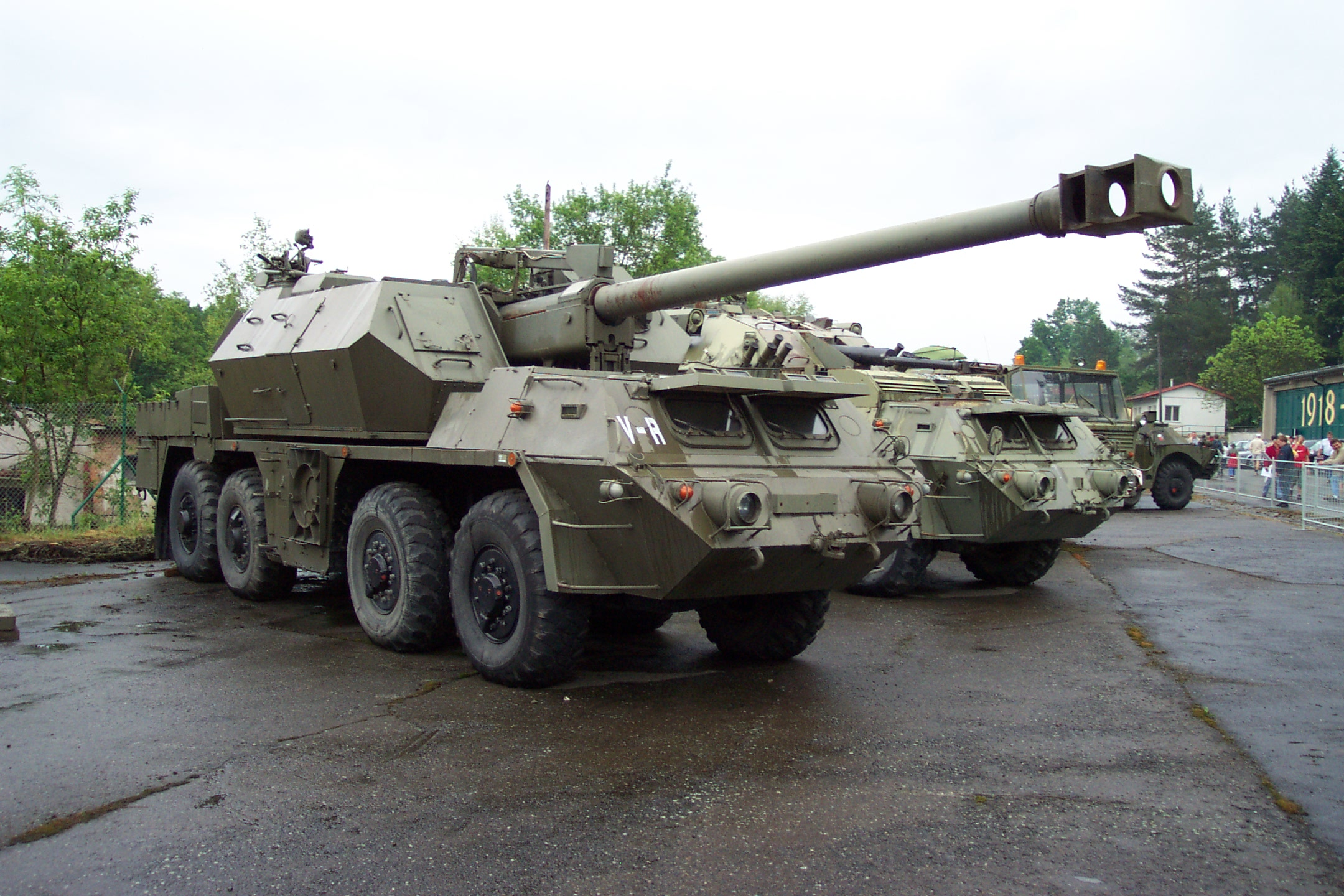
ShKH Ondava: 152mm Self-propelled cannon howitzer

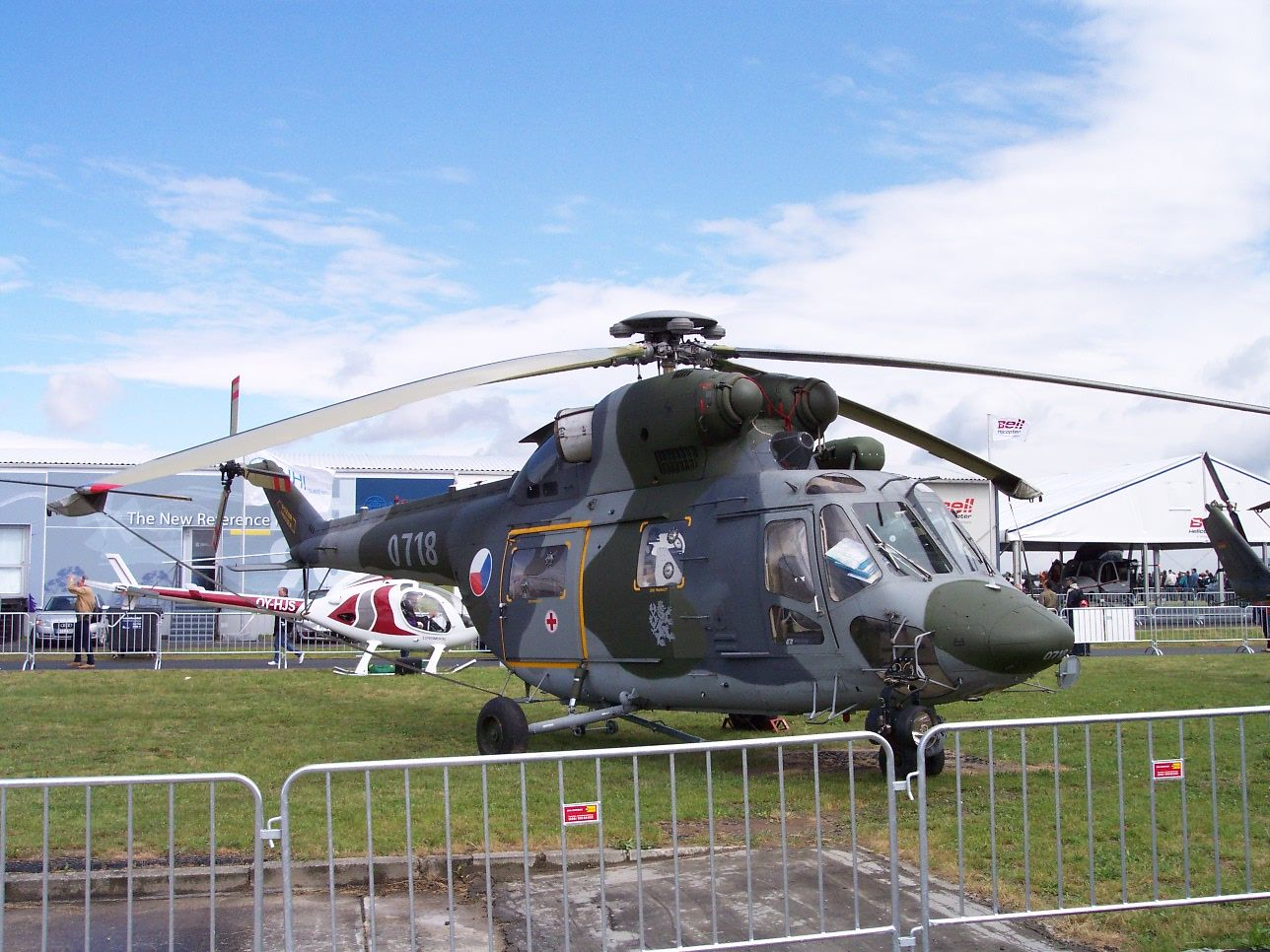
سلاح الجو التشيكي PZL W-3A

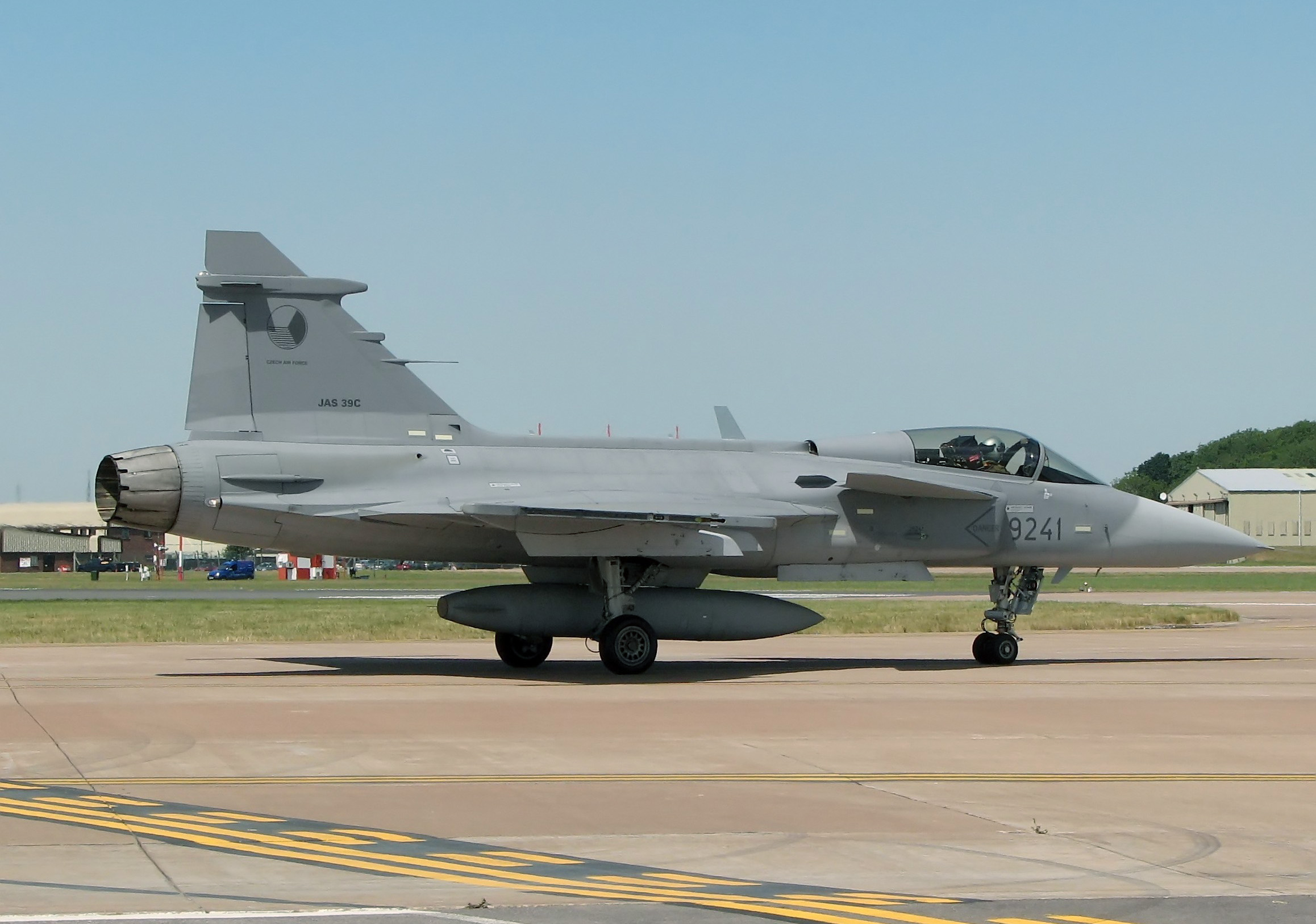
سلاح الجو التشيكي ساب جاس-39 غربين

أعداد المعدات وذلك اعتبارا من 1 يوليو 2008 :-
Main battle tanks:
- 30x T-72M4CZ  جمهورية التشيك
- 149x تي-72 دبابة قتالية (in reserve status)  الاتحاد السوفيتي

IFVs and APCs:
- 174x بي إم بي-2 Armoured مركبة مشاة قتالية  الاتحاد السوفيتي
- 207x بي إم بي-1 Armoured مركبة مشاة قتالية  الاتحاد السوفيتي
- 105x BVP-1 variants: 76x BPzV (Armoured Reconnaissance Vehicle) and 29x OT-90 (APC)  تشيكوسلوفاكيا
- 28x أو تي-64 سكوت APC  تشيكوسلوفاكيا/ بولندا
- 107x Pandur II APC/IFV  النمسا

Artillery:
- 164x 152mm SpGH DANA مدفعية ذاتية الحركة  تشيكوسلوفاكيا
- 60x RM-70 122mm راجمة صواريخ  تشيكوسلوفاكيا
- 85x M1982 PRAM-L 120mm towed هاون (سلاح)  تشيكوسلوفاكيا
- 8x SPM-85 PRAM-S 120mm self-propelled mortar  تشيكوسلوفاكيا
- 3x ARTHUR Artillery Tracking Radar  [لغات أخرى]‏  السويد

Non armoured vehicles:
- 114x لاند روفر ستارتيك لاند روفر ديفندر 110 TDi - light off road vehicle  المملكة المتحدة
- 79x Land Rover Defender 130 Kajman  المملكة المتحدة
- 588x Tatra T 810 military trucks  جمهورية التشيك
- 1,000+x Tatra T815 (4x4, 6x6, 8x8, 10x10 versions) military heavy trucks[19] جمهورية التشيك
- 19x إيه تي أف دينغو armored military truck  ألمانيا
- 110x إيفيكو إل إم في armored light off road vehicle  إيطاليا

Air-defence systems:
- سام 6 (SA-6 GAINFUL)  الاتحاد السوفيتي
- 9كيه35 ستريلا-10M (SA-13 GOPHER)  الاتحاد السوفيتي
- 16x RBS 70[19]  السويد

Combat aircraft and helicopters:
- 14x ساب جاس-39 غربين fighters  السويد
- 28x آيرو إل-159 ألكا light attack aircraft  جمهورية التشيك
- 29x ميل مي-24 attack helicopters  الاتحاد السوفيتي/ روسيا

Support/transport aircraft and helicopters:
- 10x PZL W-3 Sokół utility helicopters  بولندا
- 16x ميل مي-17 transport helicopters  الاتحاد السوفيتي
- 16x ميل مي-171S transport helicopters  روسيا
- 4x إيادس كاسا سي-295M transport aircraft  إسبانيا
- 4x أنتونوف أن-26 transport aircraft  الاتحاد السوفيتي
- 10x ليت إل-410 تربوليت light transport and photographic mapping  جمهورية التشيك
- Sojka III unmanned aerial vehicle

Training aircraft and helicopters:
- 8x آيرو إل-39 ألباتروس jet trainer  تشيكوسلوفاكيا
- 8x زلين زد 42CAF basic trainer  تشيكوسلوفاكيا
- 5x ميل مي-2 trainer helicopters  الاتحاد السوفيتي
- 4x Eurostar EV97 basic trainer  جمهورية التشيك

VIP transport
- 2x إيرباص إيه 319CJW  فرنسا
- 2x ياكوفليف ياك-40  الاتحاد السوفيتي
- 1x بومباردييه تشالنجر 600  كندا

Small arms & hand weapons:
- إم 60  الولايات المتحدة
- بندقية إم-4 القصيرة الولايات المتحدة
- CZ 805 Bren A1  [لغات أخرى]‏ gradually replaces Vz. 58[20]  جمهورية التشيك
- Sa vz. 58 standard service rifle, gradually replaced by CZ 805 Bren  تشيكوسلوفاكيا
- بندقية VZ.52 is used as ceremonial weapon by Prague Castle Guard.
- Škorpion vz. 61 submachine gun  جمهورية التشيك
- PDW Škorpion EVO III submachine gun  جمهورية التشيك
- إم بي 5 submachine gun  ألمانيا
- Uk vz. 59 General purpose machine gun  تشيكوسلوفاكيا
- Sako TRG  فنلندا
- دراغونوف (SVD)  الاتحاد السوفيتي
- جلوك  النمسا
- CZ 700 sniper rifle  جمهورية التشيك
- CZ 75 pistol  تشيكوسلوفاكيا/ جمهورية التشيك
- CZ-82 pistol Police  تشيكوسلوفاكيا/ جمهورية التشيك
- CZ 97B pistol  جمهورية التشيك
- CZ 100 pistol  جمهورية التشيك
- آر بي جي 7V anti-tank grenade launcher الاتحاد السوفيتي
- RPG-75 anti-tank weapon  تشيكوسلوفاكيا
- بندقية كارل جوستاف recoilless rifle  السويد
- إف جي أم-148 جافلن anti-tank missile launcher  الولايات المتحدة

## يونيفورم
أنواع مختلفة من زي الجيش التشيكي:-

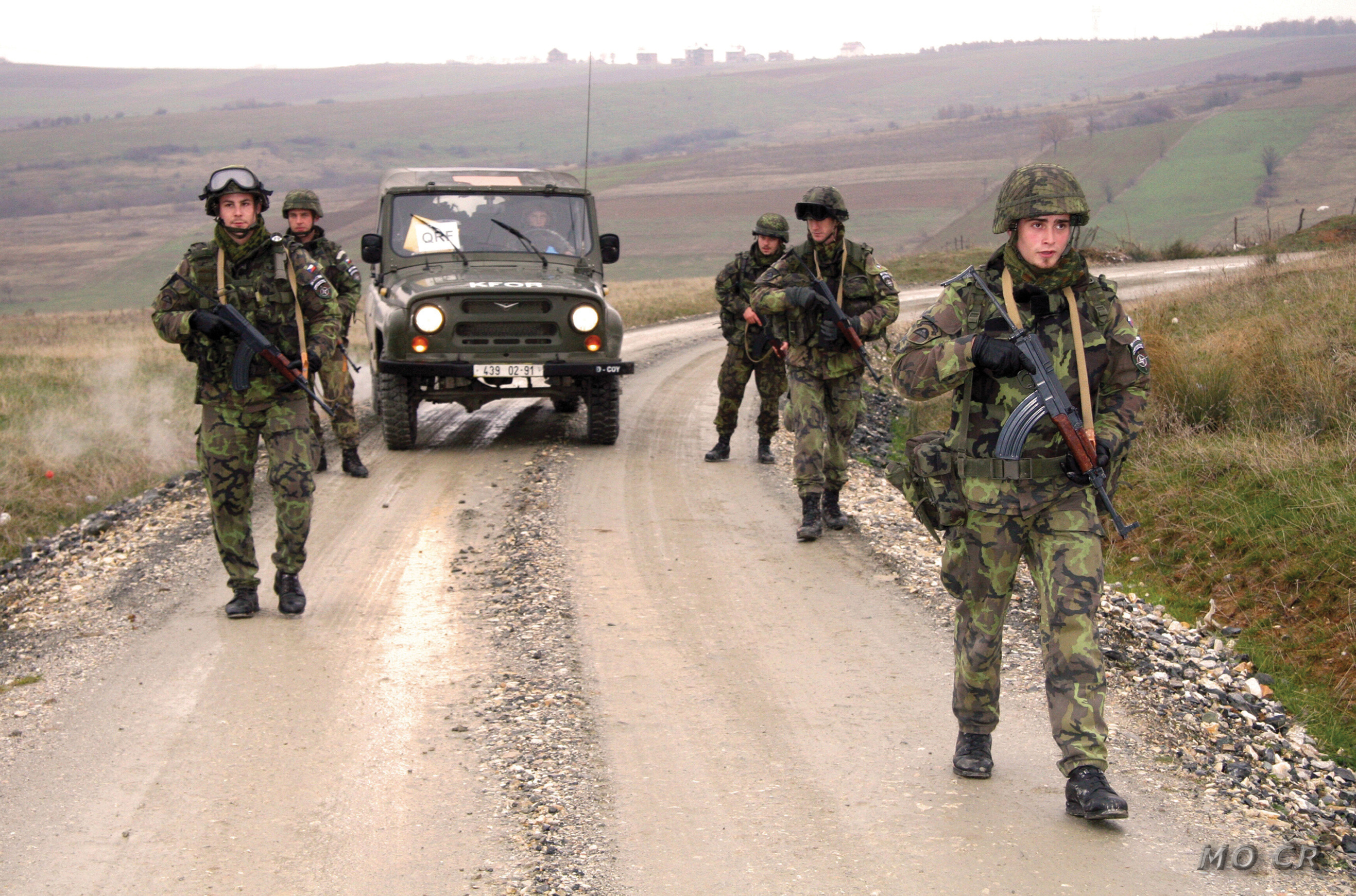
Standard Czech تمويه عسكري uniform and vz. 58 standard service rifle
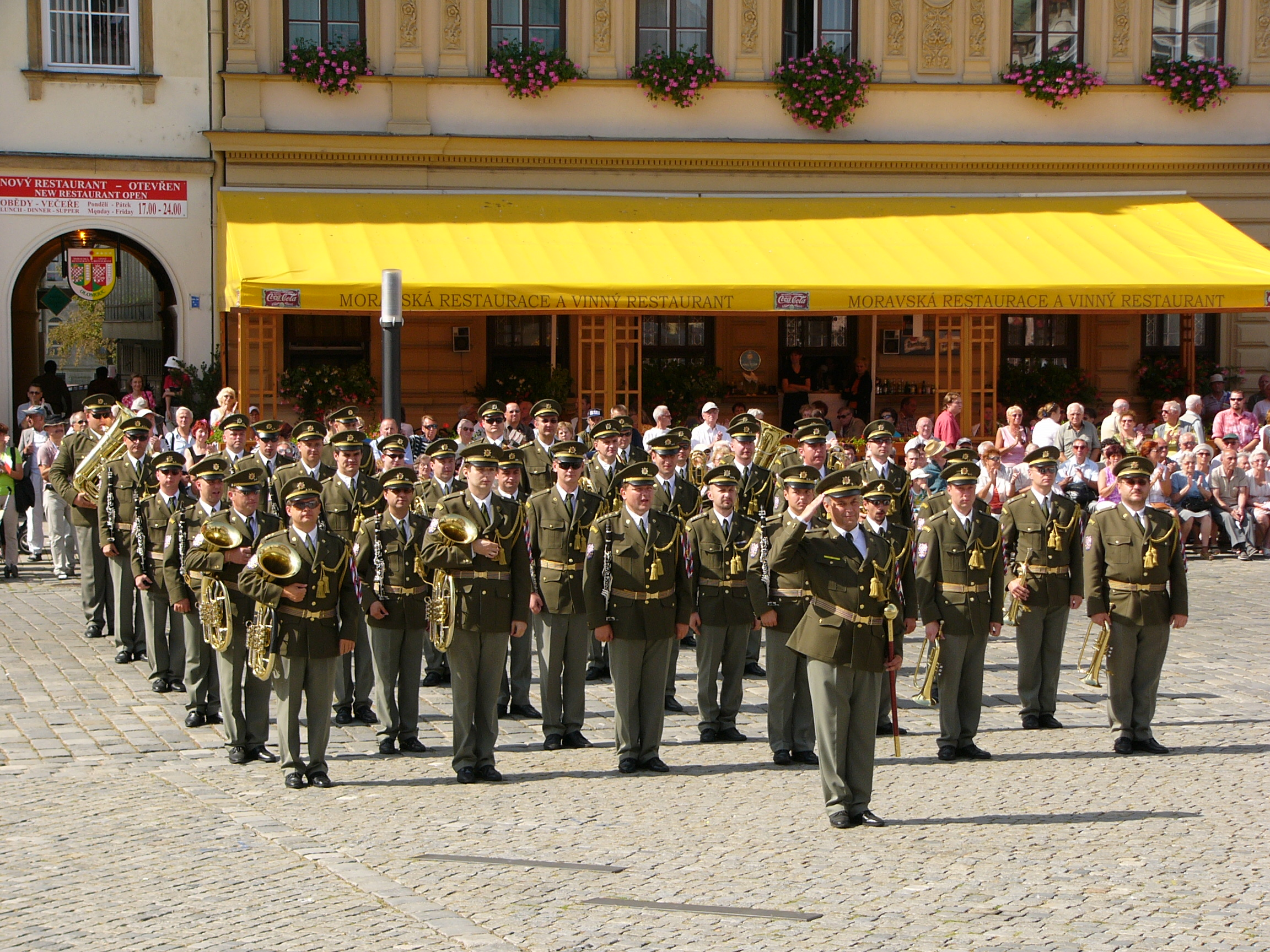
Military band أولوموتس
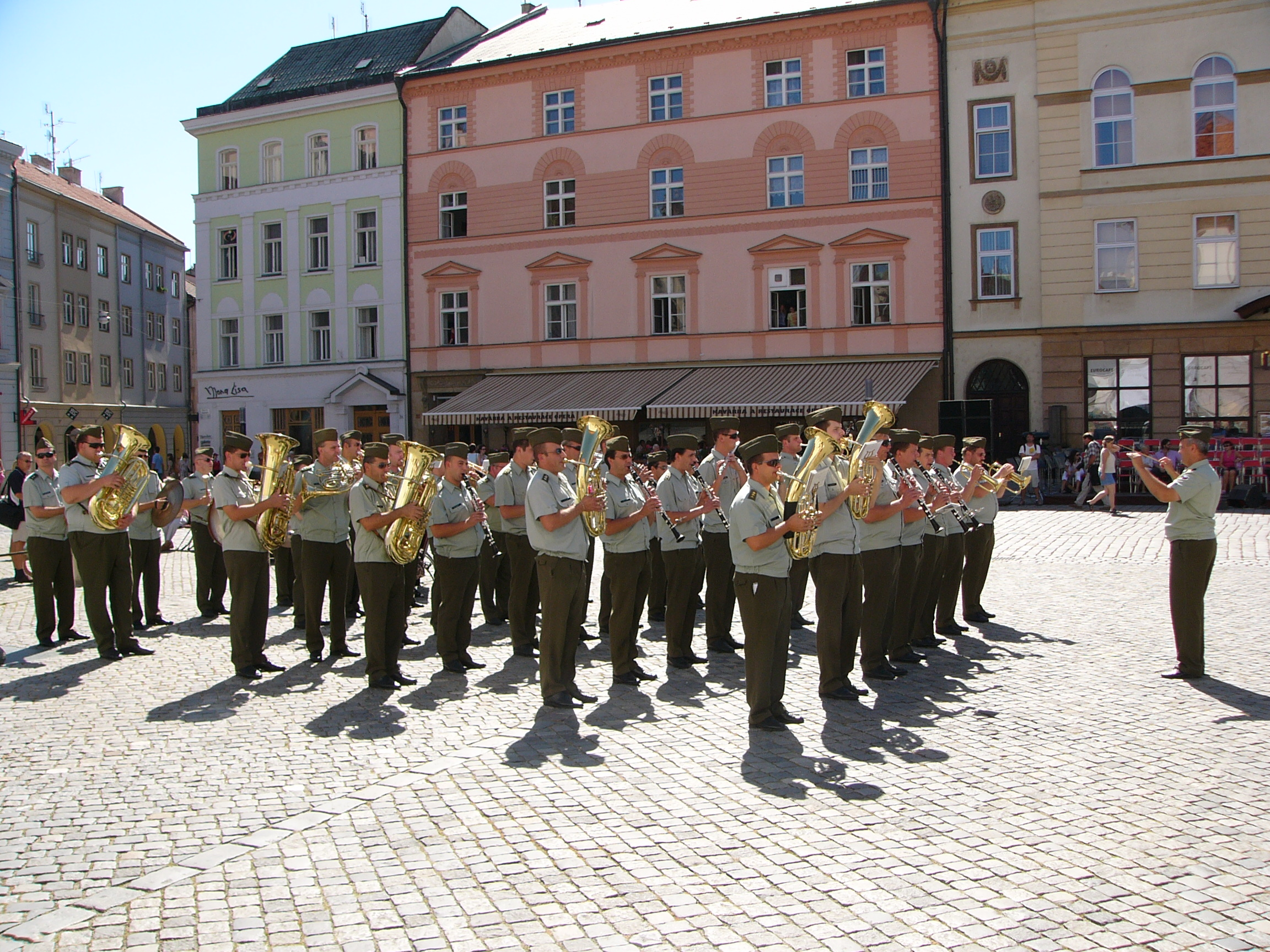
Military band Olomouc
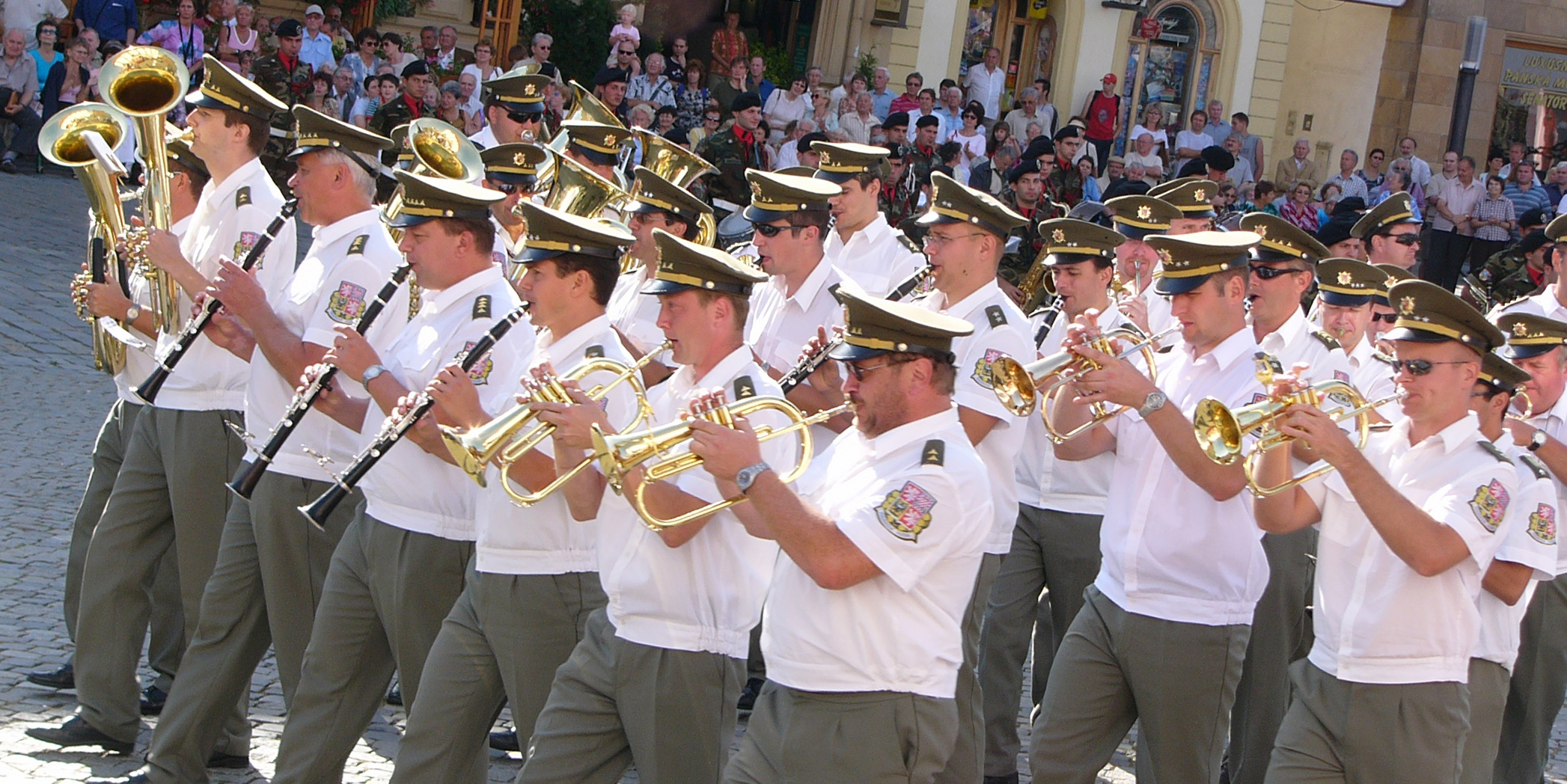
Military band Olomouc
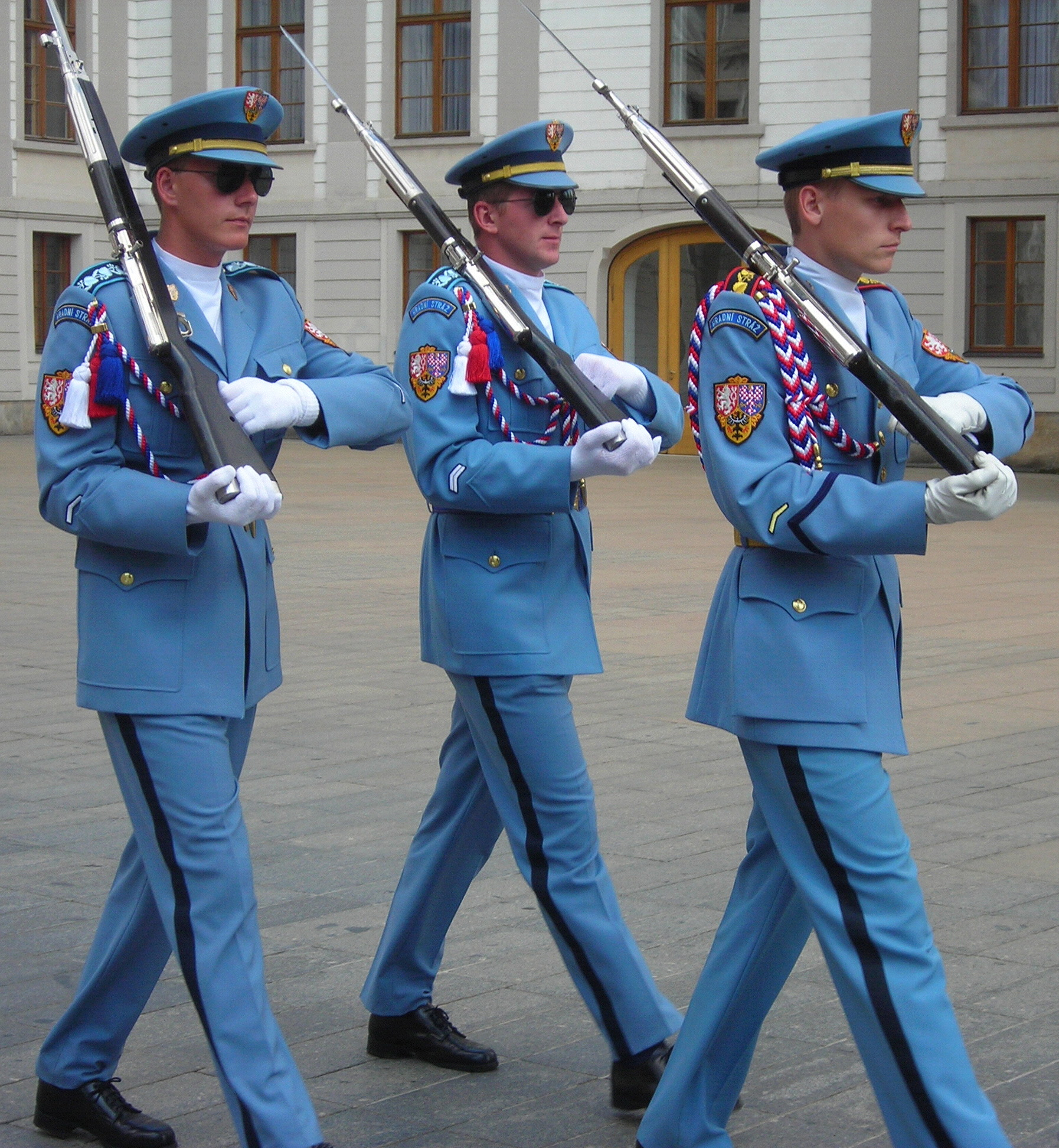
Soldier of قلعة براغ guard holding بندقية VZ.52

## ضباط القائد
- رئيس هيئة الأركان العامة: اللفتنانت جنرال فلاستيميل Picek
- رئيس مكتب الأركان العامة: العقيد ميلان Šeiner
- نائب رئيس الأول لهيئة الأركان العامة: اللفتنانت جنرال ياروسلاف Kolkus
- نائب رئيس هيئة الأركان العامة للACR رئيس الأركان: الجنرال فرانتيسيك هرابال
- نائب رئيس هيئة الأركان العامة—مدير اللجنة الأولمبية الأردنية (قائد العمليات): الميجر جنرال جوزيف Prokš
- مدير شعبة التنمية من فروع القوات—شعبة العمليات: العميد جوزيف Bečvář
  - مكاتب ثانوية على الفور:
  - المكتب الإقليمي العسكرية، Boletice
  - المكتب الإقليمي العسكرية، بردى
  - المكتب الإقليمي العسكرية، بريزينا
  - المكتب الإقليمي العسكرية، Hradiště
  - المكتب الإقليمي العسكرية، Libavá
- شعبة دعم السياسات: مدير اللواء بافل Jevula
  - مؤسسات ثانوية على الفور:
  - الوسطى المستشفى العسكري في براغ
  - المستشفى العسكري، برنو
  - المستشفى العسكري، أولوموك
  - معهد طب الطيران، براغ
- قسم أنظمة الاتصالات والمعلومات: مدير—رئيس فيلق إشارة ACR : العقيد يان كاسي
  - مؤسسات ثانوية على الفور:
  - مركز الاتصالات 6
  - بحوث ومركز الاتصالات 080
  - وكالة تنمية تكنولوجيا المعلومات
- قوة شعبة التخطيط: المدير بالنيابة العقيد فرانتيسك Mičánek
- الاستطلاع والحرب الإلكترونية وزارة: مدير العقيد ميروسلاف Žižka
  - مكتب ثانوية على الفور:
  - الجغرافيا العسكرية ومكتب الأرصاد الجوية المائية
- هيئة الطيران العسكري: مدير العقيد جوزيف اوتا

## المزيد من القراءة
- Stephane Lefebvre, 'The Army of the Czech Republic: A Status Report,' Journal of Slavic Military Studies, Vol. 8, No. 4, December 1995, pp. 718–751

## وصلات خارجية
- (بالإنجليزية) Ministry of Defence of the Czech Republic
- (بالتشيكية) Information Center about NATO